# Ermite d'Antonia
Threnetes niger
Espèce
Répartition géographique
Statut de conservation UICN

 LC  : Préoccupation mineure
Synonymes
- Threnestes antoniae

Statut CITES
L'Ermite d'Antonia (Threnetes niger) est une espèce de colibris de la sous-famille des Phaethornithinae.

## Nomenclature
Son nom est dédié à Madame Antonia Perroud, épouse de Benoit Philibert Perroud, entomologiste et président de la Société linnéenne de Lyon.

## Distribution et sous-espèces
- T. n. niger (Linné, 1758)  — Guyane et régions avoisinantes ;
- T. n. loekheni Grantsau, 1969 — nord du Brésil.

## Habitat
Ce colibri habite les basses terres et se nourrit dans les buissons.